# 85512 Rieugnie
85512 Rieugnie è un asteroide della fascia principale. Scoperto nel 1997, presenta un'orbita caratterizzata da un semiasse maggiore pari a 2,3648955 UA e da un'eccentricità di 0,2013811, inclinata di 6,68181° rispetto all'eclittica.